# Adolf Siegrist
Adolf Siegrist (geb. 28. Oktober 1870 in Basel; gest. 6. Oktober 1931 ebenda) war ein Schweizer Landschafts- und Dekorationsmaler.

## Leben
Adolf Siegrist besuchte Aktkurse bei Fritz Schider und leitete später für kurze Zeit die Allgemeine Gewerbeschule Basel. Fast vierzig Jahre lang arbeitete er als Dekorationsmaler im Malergeschäft des Dekorationsmalers und Kunsthandwerkers Franz Baur (1864–1931). Siegrist führte u. a. die ornamentale Ausschmückung im Rathaus Basel aus.